# 愛南町国保一本松病院
愛南町国保一本松病院（あいなんちょうこくほいっぽんまつびょういん）は、愛媛県南宇和郡愛南町一本松にある公立病院。本院の他に町内に4カ所の診療施設を有している。

## 沿革
- 1954年 - 開院。
- 1955年 - 一本松村直営診療所正木出張所を開設。増床22床。
- 1957年 - 「国保一本松病院」に改名、産婦人科1年のみ診療。
- 1959年 - 第2病棟増設される。46床となる。X線レントゲン機器導入。
- 1961年 - 給食棟新設。
- 1963年 - 正木出張所の常駐医師を廃止。
- 1964年 - 正木出張所への出張診療を開始。
- 1965年 - 歯科診療を中止。
- 1966年 - 医師住宅2棟建設（広見）。
- 1967年 - 医師住宅1棟建設（増田）。
- 1980年 - 新病院改築工事始まる
- 1981年 - 愛媛大学医学部第二外科より医師の派遣を受ける。正木診療所を休止。新病院で診療始まる、90床。
- 1986年 - レセプト用コンピュータ導入。
- 1988年 - 全身用CTスキャナ導入。
- 1995年 - 一般病床70床となる。
- 1997年 - 一般病床40床となる。
- 1999年 - 40床すべて一般病床から療養病床となる。
- 2001年 - 療養病床60床とする。
- 2004年 - 町村合併により「愛南町国保一本松病院」と改名。
- 2006年 - 内海診療所を併合。国保一本松病院の60床すべてを医療型療養病床へ変更。
- 2010年 - FileMaker（ファイルメーカー）による独自電子システムを開発導入。

## 診療科目
- 内科
- 外科
- リハビリテーション科

## 診療施設
- 愛南町国保一本松病院福浦出張所 - 愛媛県南宇和郡愛南町福浦994番（福浦公民館の一部）[1]
- 愛南町国保一本松病院附属内海診療所 - 愛媛県南宇和郡愛南町柏434番地1（内海保健センターの1階フロア）[1]
- 愛南町国保一本松病院附属内海診療所家串出張所 - 愛媛県南宇和郡愛南町家串1155番地[1]
- 愛南町国保一本松病院附属内海診療所魚神山出張所 - 愛媛県南宇和郡愛南町魚神山229番地（魚神山老人福祉センターの一部）[1]

## アクセス
- 宇和島自動車「一本松病院前」下車。